# 普遍学
普遍学（ふへんがく）とはルネ・デカルトによって始められた学問の理念。これは数学に倣って、比較的少数の単純概念とそれらを含む公理からの演繹によって、全ての学問認識を導き出そうとするものであった。デカルトは、学問の個別性に左右されること無く、諸学に等しく有効性を持つ秩序と数量関係の学を樹立するということを志したということから普遍学は生まれた。普遍学はゴットフリート・ライプニッツによっても行われ、現代の記号論理学に通じる。